# Robert Fajkus
Robert Fajkus (* 6. února 1967, Jindřichův Hradec) je český básník. Bývá řazen do královopolského okruhu básníků kolem Víta Slívy. Má blízko rovněž ke skupině Weles. Vystudoval lékařství na brněnské univerzitě a byl posléze praktickým lékařem v Brně – Řečkovicích. Jeho dospělý život byl spjat právě hlavně s Brnem, jemuž věnoval i řadu svých básní. V roce 2007 ho Česká televize zařadila do seriálu představující české básníky pod názvem Česko jedna báseň. Bývá zdůrazňována návaznost jeho poezie na tu Holanovu. Autoři Panoramatu české literatury po roce 1989 jeho tvorbu charakterizovaly slovy: "Vyznačuje se důrazem na novost básnické řeči. Metaforika vyrůstá z dětského vidění světa, z prvních dojmů ze seznamování se světem. Smyslovost, zvláště vizuálnost Fajkusovy poezie se blíží až k impresionistickému pojetí (...) Básně bývají situovány do konkrétních prostorů, velmi často Moravy a Vysočiny. Autor je fascinován především archaickým, většinou venkovským světem. Expresivnější, syrovější dikce pak charakterizuje městský prostor, zvláště Brno."